# Ѱ
Das Ѱ (kleingeschrieben ѱ) ist ein Buchstabe des frühen kyrillischen Alphabets und des kirchenslawischen Alphabets.
Bei der Einführung des kyrillischen Alphabetes wurde das Psi des griechischen Alphabets mit identischem Lautwert (ps) übernommen, um griechische Fremdwörter zu schreiben. Wie im griechischen Alphabet besitzt der Buchstabe einen Zahlenwert von 700 im kyrillischen Zahlensystem. Peter I. schaffte den Buchstaben in der Reform der bürgerlichen Schrift 1708 zusammen mit anderen griechischen Buchstaben ab.

## Zeichenkodierung
| Standard  | Standard    | Majuskel Ѱ                  | Minuskel ѱ                |
| --------- | ----------- | --------------------------- | ------------------------- |
| Unicode   | Codepoint   | U+0470                      | U+0471                    |
| Unicode   | Name        | CYRILLIC CAPITAL LETTER PSI | CYRILLIC SMALL LETTER PSI |
| UTF-8     | UTF-8       | D1 B0                       | D1 B1                     |
| XML/XHTML | dezimal     | &#1136;                     | &#1137;                   |
| XML/XHTML | hexadezimal | &#x0470;                    | &#x0471;                  |